# أماندا يونغ
أماندا يونغ (بالإنجليزية: Amanda Young)‏ هي شخصية وهمية في سلسلة أفلام سو. تلعب دورها الممثلة شوني سميث. في بداية الفيلم كانت شخصية ثانوية، وبعدها توسع دورها حتى أصبحت واحدة من أهم الشخصيات في الفيلم.بجانب جيغسو نفسه تُعد أماندا يونغ الشخصية الوحيدة التي ظهرت في جميع الاجزاء.